# Karl von Simbschen

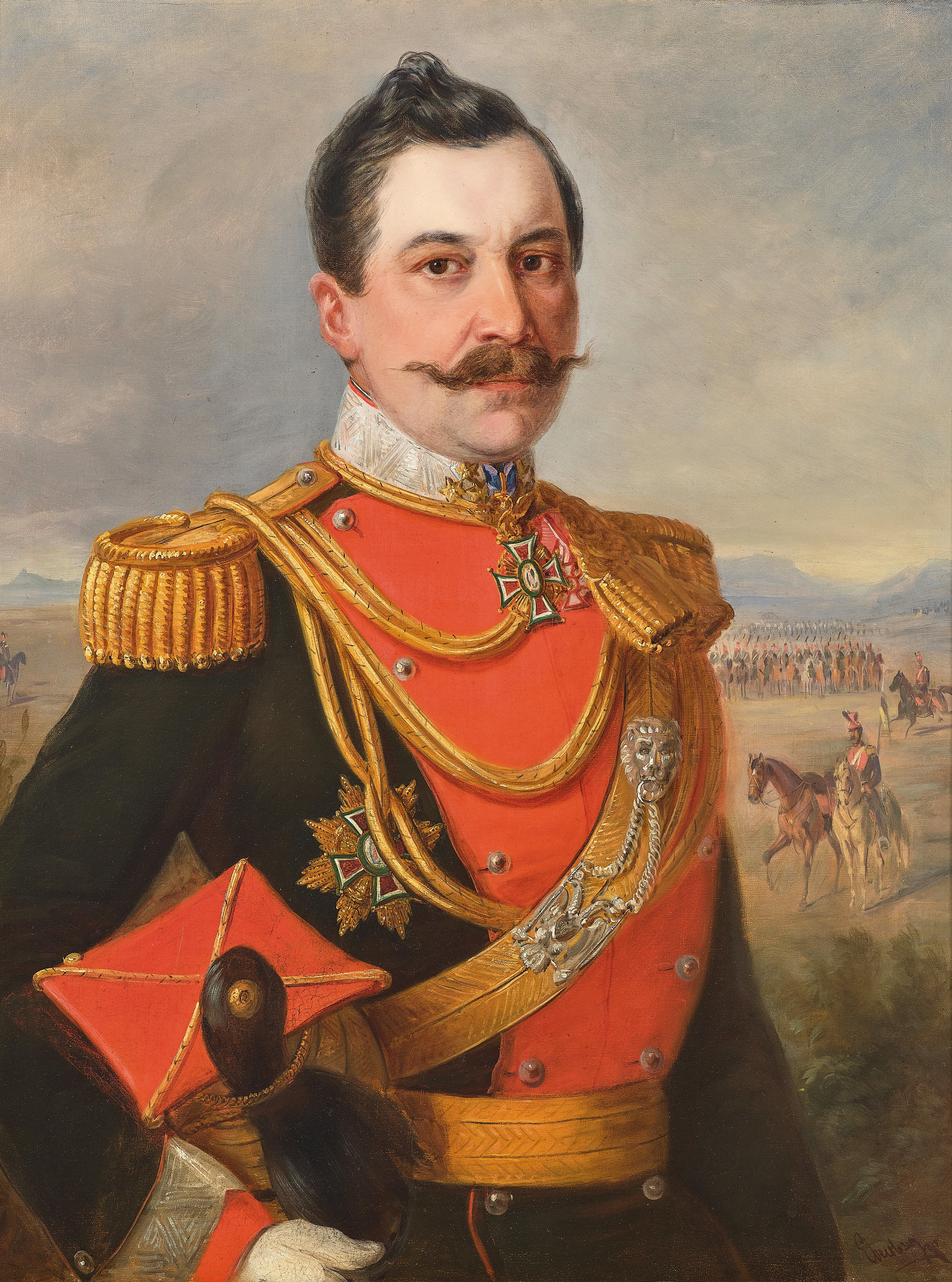
Carl Martin Ebersberg: Porträt Karl von Simbschen, um 1865

Freiherr  Karl von Simbschen (* 26. Juli 1794 in Mailand; † 26. März 1870 in Teplitz) war ein kaiserlich-österreichischer Feldmarschalleutnant.

## Leben

### Herkunft
Er war ein Sohn des kaiserlichen Feldzeugmeister Joseph Anton von Simbschen (1746–1820) und der Rosalie von Wagner. Seine Brüder waren Joseph (1783–1824) und Ferdinand (1795–1873), beide wurden ebenfalls Offiziere der kaiserlichen Armee.

### Militärkarriere
Seine erste militärische Ausbildung erhielt er in der k.k. Ingenieur-Akademie. Die  Befreiungskriege veranlassten ihn im Juli 1813 zum Eintritt in das Ulanen-Regiment "Graf Merveldt". Als Leutnant kämpfte er in den Gefechten bei Kramburg, Feistritz und Hohlenburg, darauf befehligte er ein eigenes Detachement nach Idria. In Italien nahm er an der Belagerung von Palmanova und Legnano teil und kämpfte auch bei Roverbella. Im März 1814 wurde er zum Oberleutnant befördert.
Im Feldzug 1815 diente er im Reservekorps unter Erzherzog Ferdinand d’Este, er kam bei Basel und vor Schlettstadt mit den Franzosen ins Gefecht. Nach dem Frieden wurde er 1816 dem Dienst im Generalstab zugeteilt. 1828 wieder bei der Reiterei wurde er zum Rittmeister befördert und übernahm 1831 die Führung einer eigenen Eskadron. Bei den Kaiser-Ulanen wurde er im August 1838 zum Major, 1843 zum Oberstleutnant und 1847 zum Oberst befördert. Im Mai 1847 wurde er Kommandeur des Dragoner-Regiments Nr. 6 „Graf Ficquelmont“.
Während der Oktoberrevolution 1848 führte Simbschen sein Regiment bei der Einschließung von Wien, er focht am 16. Dezember 1848 im Gefecht bei Parendorf gegen die Ungarn.

### Im Ungarischen Unabhängigkeitskrieg
Im Ungarischen Unabhängigkeitskrieg von 1849 bewährte sich Simbschen mit einer Reiterei in fast allen größeren Kämpfen.
Während die Hauptarmee unter Fürst Windischgrätz auf Ofen vorstieß, nahm er mit seinem Regiment an der Einschließung von Komorn teil. Mitte April 1849 übernahm er in Pest das Kommando einer Kavallerie-Brigade, welche das I. Korps zu decken hatte. Am 21. April kämpfte er bei Rákos am 26. April wieder vor Komorn, er erhielt für die Attacke seines ihm unterstellten Kürassier-Regimentes „Graf Hardegg“ den Orden der Eisernen Krone II. Klasse.

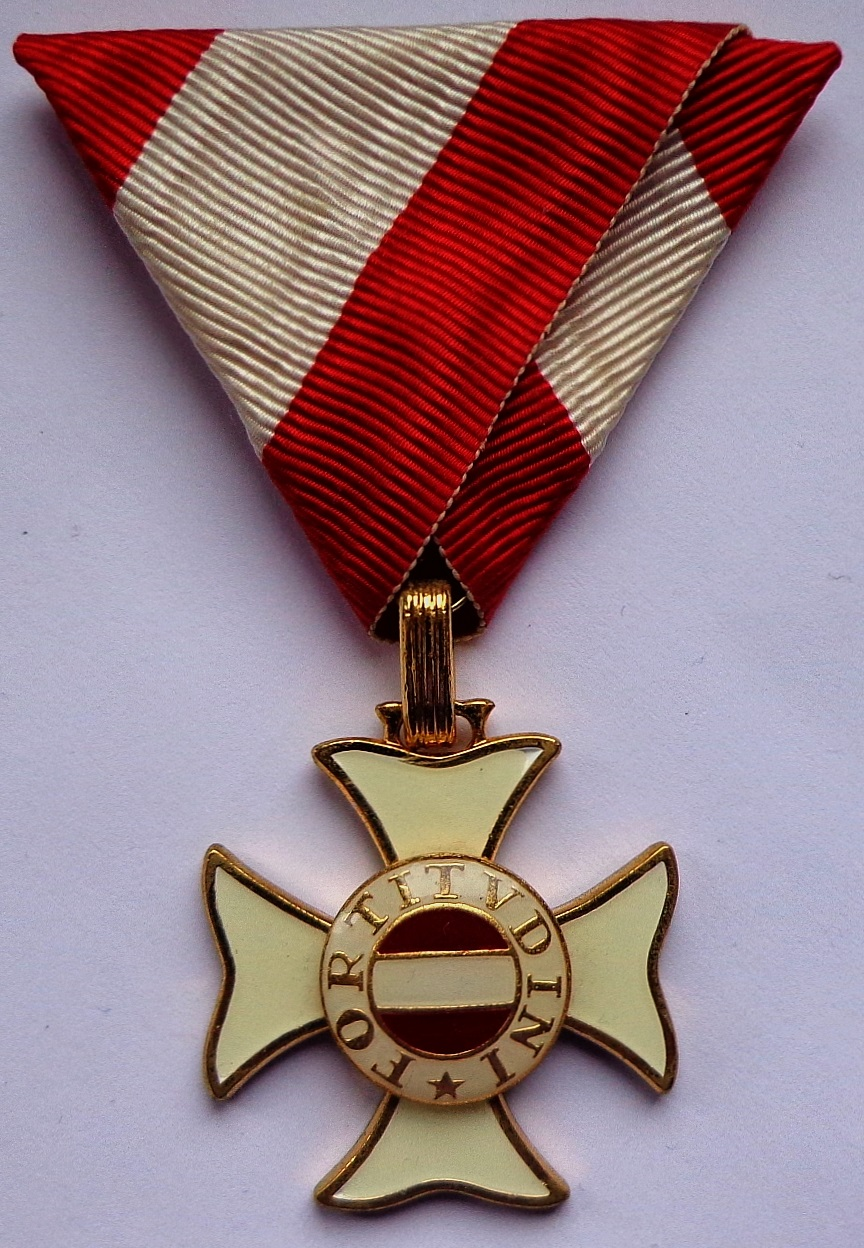
Ritterkreuz des Militär-Maria-Theresien-Ordens

Am 27. Mai 1849 wurde er zum Generalmajor befördert und kommandierte im Sommerfeldzug der FZM Julius von Haynau eine Kavallerie-Brigade, welche dem Korps des FML Schlik, später der Division des FML von Lobkowitz und schließlich bei Ende des Krieges der selbstständigen Kavalleriedivision unter Generalmajor Bechtold beigegeben wurde. Seine Brigade umfasste sechs Eskadronen Liechtenstein-Chevauxlegers, zwei Eskadronen Erzherzog Johann-Dragoner und das Ulanen-Regiment Kaiser. Für den Einsatz seiner Truppen gegen ungarische Kavallerie beim Ácserwald in der Zweiten Schlacht von Komorn am 2. Juli 1849, erhielt er das Ritterkreuz des Maria-Theresien-Ordens verliehen. Auch in der Dritten Schlacht von Komorn am 11. Juli, in der Schlacht von Szőreg am 5. August, in den Gefechten bei Besenyö am 6. August und zwei Tage darauf bei Csatád erfüllte seine Kavallerie die erhofften Erwartungen.
In der Schlacht bei Temesvár am 9. August führte er sein letztes großes Gefecht, am 13. August besetzte er Lugos ohne Kampf. Bis zum 19. August fielen ihm bei der Verfolgung der Ungarn unter Ignác Török und beim Vorgehen auf Karansebes 3000 Gefangene, 600 Pferde und 30 Geschütze in die Hände. Mit der kampflosen Besetzung von Orsova am 25. August war für ihn der Feldzug abgeschlossen.

### Restliches Leben
Am 17. Mai 1854 wurde Simbschen zum Feldmarschalleutnant befördert, gleichzeitig wurde er Divisionär im zweiten Kavalleriekorps. Im Februar 1857 wurde er mit der Inhaberschaft über das 7. Husaren-Regiment ausgezeichnet. 1858 wurde er zum Festungskommandanten von Theresienstadt ernannt. Im Juni 1863 feierte er sein 50-jähriges Dienstjubiläum und quittierte am 24. November 1864 seinen Heeresdienst. Simbschen zog sich zum Ruhestand nach Schönau bei Teplitz zurück, wo er sich verstärkt seiner Leidenschaft, der Jagd widmete. Im Jahr 1866 verfiel seine Gesundheit sichtlich. 1870 starb er im Alter von 76 Jahren, er wurde im Friedhof der Stadt Teplitz beigesetzt.